# Dasophrys bullatus
Dasophrys bullatus är en tvåvingeart som beskrevs av Jason Gilbert Hayden Londt 1981. Dasophrys bullatus ingår i släktet Dasophrys och familjen rovflugor. Inga underarter finns listade i Catalogue of Life.